# جیمی بال
جیمی بال (انگلیسی: Jimmy Ball؛ ۷ مه ۱۹۰۳ – ۲ ژوئیه ۱۹۸۸ (aged 85)) ورزشکار دو و میدانی اهل کانادا بود.
وی در مسابقات کشوری و بین‌المللی در مجموع برندهٔ ۲ مدال نقره، ۲ مدال برنز شده‌است.